# Eva Jinek
Eva Jinek (Tulsa, Oklahoma, 13 juli 1978) is een Amerikaans-Nederlands journalist. Ze presenteert de talkshow Eva op NPO 1. Daarvoor presenteerde ze onder meer Jinek, Vandaag de dag, Eva Jinek op zondag, het NOS Journaal en Met het Oog op Morgen.

## Biografie

### Jeugd en studies
Jinek werd geboren in Tulsa, Oklahoma, maar verhuisde op tweejarige leeftijd naar Washington. Daar ging ze naar een orthodox-joodse preschool. Haar Tsjechische ouders besloten naar Nederland te verhuizen toen ze elf werd, omdat ze graag wilden dat zij en haar broer in Europa zouden opgroeien. Ze heeft naast een Nederlands ook een Amerikaans paspoort. In 1997 begon Jinek met de studie Amerikaanse geschiedenis aan de Universiteit Leiden. Tijdens haar studietijd was ze lid van A.L.S.V. Quintus.

### Carrière

#### NOS
Na haar studie ging ze in 2004 bij de buitenlandredactie van het NOS Journaal werken, waar ze zich bezighield met nieuws rond de Verenigde Staten. In 2008 verscheen ze voor het eerst voor de schermen, als presentator van het NOS Journaal op 3. Later presenteerde ze ook de andere bulletins van het journaal. In mei 2008 vormde zij, samen met Monique van Hoogstraten, de redactie van Het maakbare nieuws. De bundel, met verhalen van achttien buitenlandjournalisten, was een antwoord op het boek Het zijn net mensen van journalist-publicist Joris Luyendijk. Samen met Philip Freriks deed Jinek in de nacht van 4 op 5 november 2008 vanuit Washington verslag van Amerikaanse presidentsverkiezingen. Op 20 januari 2009 was ze ook de centrale presentator van de inauguratie van Barack Obama als 44ste president van de Verenigde Staten op Nederland 1. 
Aanvankelijk zou Jinek samen met Twan Huys het actualiteitenprogramma Nieuwsuur gaan presenteren. In mei 2010 besloot zij echter van de baan af te zien, nadat de redactie van het programma had aangegeven te twijfelen aan haar journalistieke onafhankelijkheid in verband met haar toenmalige relatie met Bram Moszkowicz. De van RTL 4 overgekomen Mariëlle Tweebeeke nam haar plaats in.
Op 4 juni 2010 maakte Jinek haar radiodebuut als invaller bij Met het Oog op Morgen. Van maart 2011 tot begin 2014 was ze vaste presentator van het programma op de maandagavond. Ze volgde hiermee Joris Luyendijk op. Op 29 april 2011 deed Jinek met Tim Overdiek voor de NOS verslag vanuit Londen van het huwelijk tussen prins William en Kate Middleton.

#### WNL
Op 22 augustus 2011 werd bekend dat Jinek overstapte van de NOS naar WNL, waar zij de kans kreeg zich naast presentatie te richten op interviews. Daarbij kreeg ze de kans te helpen de omroep verder vorm te geven en werd zij een van de vaste gezichten. Bij WNL presenteerde ze, samen met Merel Westrik, dagelijks het ontbijtprogramma Vandaag de dag en op zondagochtend het praatprogramma Eva Jinek op Zondag.
In maart 2013 werd Jinek genoemd als nieuwe presentator van het achtuurjournaal. Hiervoor bedankte ze. In april 2013 maakte Jinek bekend in de zomer van 2013 over te stappen naar de nieuwe fusieomroep KRO-NCRV om daar een praatprogramma te gaan presenteren. Op 23 mei 2013 besloot WNL Jinek per direct als presentator van WNL op Zondag - wat kort daarvoor nog Eva Jinek op Zondag heette - van de buis te halen. De laatste vijf afleveringen mocht ze niet meer presenteren. Voor Bert van der Veer, haar regisseur, was dit aanleiding om WNL per direct te verlaten.

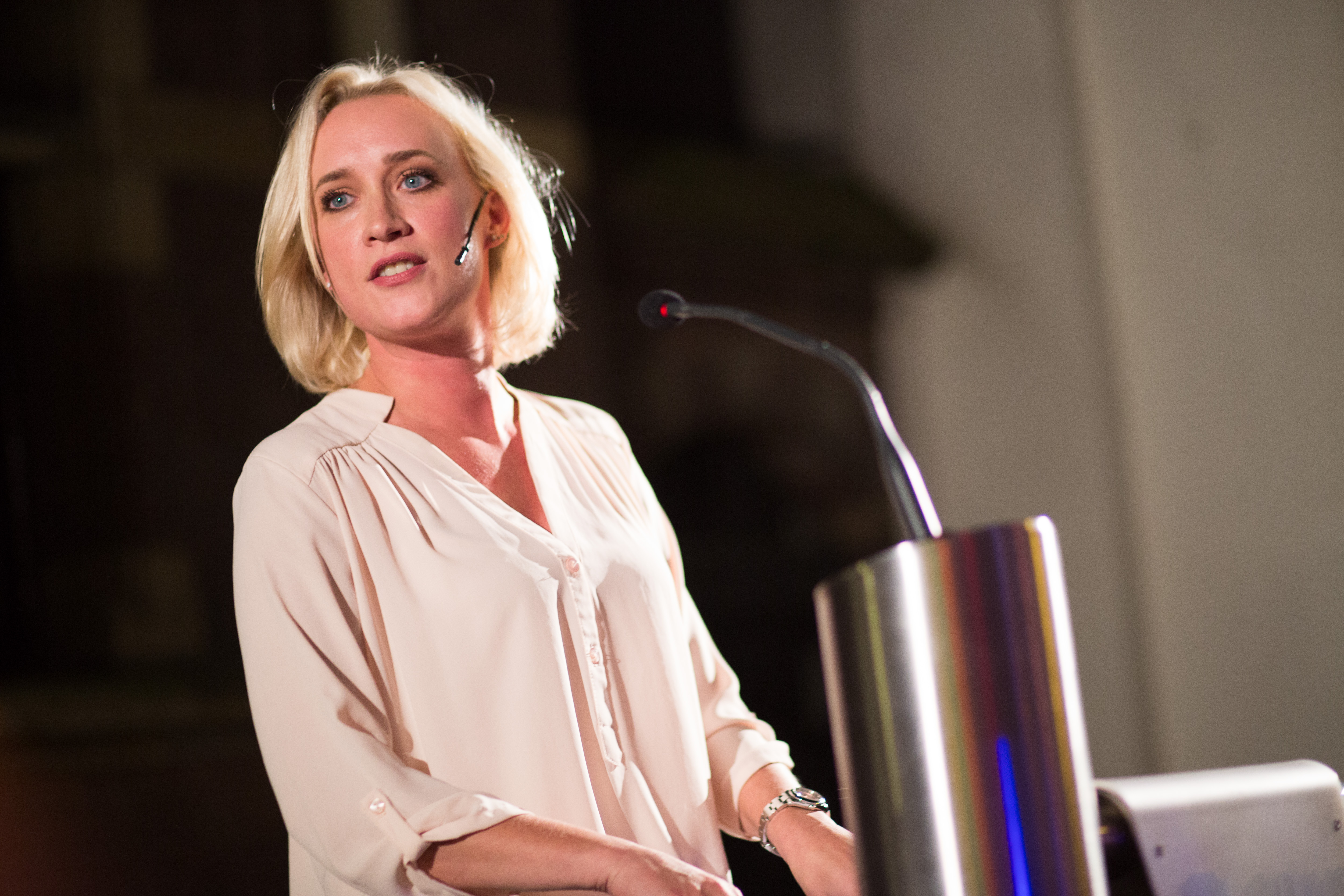
Eva Jinek in 2016

#### KRO-NCRV
Bij de KRO, later KRO-NCRV, presenteerde Jinek vanaf het seizoen 2013/2014 op de zondagavond het wekelijkse praatprogramma Jinek, dat vooruitblikte op de daaropvolgende week. Daarnaast presenteerde ze, afwisselend met Sven Kockelmann, het tv-programma Eén op één, waarin zij een lang interview afnamen bij een persoon in het nieuws. 
In 2016 reisde ze door haar geboorteland voor de zesdelige reisdocumentaireserie De Verenigde Staten van Eva. In 2015 en 2016 presenteerde Jinek op werkdagen op de late avond een praatprogramma tijdens de zomer- en winterstop van Pauw, met uitzondering van de zomer van 2016. In 2017 werd het tijdslot van Pauw in gelijke mate verdeeld over Pauw en Jinek, met uitzondering van een halve maand waarin zij samen in aanloop naar de Tweede Kamerverkiezingen van 2017 het programma Pauw & Jinek: De Verkiezingen presenteerden. 
Het programma Jinek, inmiddels niet meer een wekelijks zondagavondprogramma, maar uitgezonden 's avonds op werkdagen, kreeg begin 2017 hoge kijkcijfers, wat vooral ten koste ging van het programma RTL Late Night, op dat moment gepresenteerd door Humberto Tan, dat rond hetzelfde tijdstip werd uitgezonden. Wegens zwangerschapsverlof werd de presentatie van haar tv-programma Jinek in augustus 2018 tijdelijk overgenomen door Nadia Moussaid. De naam van het programma werd tijdelijk aangepast naar Laat op Eén.

#### RTL 4
Op 20 september 2019 maakte zij bekend na 15 jaar publieke omroep per januari 2020 over te stappen naar RTL om afwisselend met Beau van Erven Dorens op de late avond een praatprogramma te gaan presenteren. Ze tekende een exclusief contract voor vier jaar. Het praatprogramma dat ze sindsdien presenteert heet Jinek, net als bij de publieke omroep. In maart 2022 verzorgde Jinek samen met Jeroen Pauw het talkshow gedeelte in het eenmalige televisieprogramma Samen in actie voor Oekraïne dat uitgezonden werd door NPO 1, RTL 4 en SBS6 om geld op te halen voor oorlogsslachtoffers van Oekraïne.

#### AVROTROS
In juli 2023 maakte Jinek bekend een vierjarig contract te hebben getekend bij AVROTROS, waar ze begin 2024 aan het werk zou gaan en eigen programma’s bij AVROTROS zou gaan ontwikkelen. Jinek gaf aan er veel zin in te hebben, maar wilde wachten met weer aan de slag gaan totdat ze was bevallen van haar tweede kind.  
Begin december 2023 werd bekend dat Jinek vanaf september 2024 het 19:00 uur tijdslot van Khalid & Sophie zou overnemen. 
Vanaf september 2024 presenteert zij op NPO 1 vier dagen per week haar talkshow Eva.

### Persoonlijk
Jinek had van 2010 tot 2012 een relatie met advocaat Bram Moszkowicz en van 2013 tot 2015 met bioloog Freek Vonk. In september 2018 kreeg Jinek met haar nieuwe partner een zoon. In september 2023 beviel Jinek van haar tweede kind.

## Prijzen en nominaties
- 2009: Gouden Televizier-Ring Gala: nominatie voor de Aanstormend Talent Award.
- 2016: Tv-beeld voor beste presentator, uitgereikt door Jeroen Pauw.
- 2017: Zilveren Televizier-Ster voor beste presentatrice.
- 2017: Omroepvrouw van het Jaar.[29]
- 2018: Sonja Barend Award voor haar interview met DENK-politicus Farid Azarkan.
- 2018: Opzij Top 100 meest invloedrijke vrouw van Nederland in de categorie media.[30]
- 2018: Nominatie Televizier-Ster Presentatrice.
- 2019: Nominatie Televizier-Ster Presentatrice.
- 2020: Nominatie Televizier-Ster Presentatrice.
- 2023: Sonja Barend Award voor haar interview met Camille van Gestel

### Bestseller 60
| Boeken met noteringen in de Nederlandse Bestseller 60 | Jaar van verschijnen | Datum van binnenkomst | Hoogste positie | Aantal weken | Opmerkingen                                 |
| ----------------------------------------------------- | -------------------- | --------------------- | --------------- | ------------ | ------------------------------------------- |
| Het maakbare nieuws                                   | 2008                 | 21-05-2008            | 54              | 1            | in samenwerking met Monique van Hoogstraten |
| Droom groot                                           | 2021                 | 01-12-2021            | 1(1wk)          | 20           |                                             |
| Droom groot No. 2                                     | 2024                 | 06-03-2024            | 9               | 4            |                                             |

## Trivia
- In het najaar van 2023 was Jinek in een rol als dokter te zien in de bioscoopfilm De Grote Sinterklaasfilm en de strijd om pakjesavond.[32]
- In februari 2024 speelde ze zichzelf in het programma Rundfunk.
- In 2025 was Jinek te zien als mystery queen in het televisieprogramma Make Up Your Mind.